# Божидар Стојановић
Божидар Стојановић Дренички (Медвеђа, 1914 — близина Пусте Реке, 1944) био је учесник Априлског рата и Народноослободилачке борбе и народни херој Југославије.

## Биографија
Рођен је 1914. године у Медвеђи, у сиромашној сељачкој породици. Основну школу завршио је у родном месту. Земља коју је имао његов отац била је недовољна да прехрани велику породицу, па је стога постао колониста на Косову и настанио у селу Бањици, код Дренице. У почетку се бавио земљорадњом. Војску је служио у Београду, 1933. године. После тога се запослио као радник на железници, а затим је постао шумар.
Крајем 1940. године, позван је на војну вежбу, због чега је напослетку учествовао у Априлском рату. После тога се вратио на Косово, али су се због сложене ситуације он и његов стриц одмах одметнули у шуму, јер нису хтели да се предају окупатору и албанским националистима.
Почетком маја 1941. године, напустио је село и пребацио се у Медвеђу. Приликом пребацивања на аеродрому у Обилићеву, убио је немачког стражара и запалио неколико немачких авиона. У почетку је био у штабу на Соколовини, код војводе Косте Пећанца, али га је убрзо напустио. Сусрео се са школским другом Зејнелом Ајдинијем, студентом и чланом Комунистичке партије Југославије, који га је обавестио да КПЈ припрема оружани устанак. Божидар се затим укључио у те припреме. После одласка јабланичке групе у Кукавички партизански одред, Божидар је био остављен на терену, да међу људима агитује за Народноослободилачки покрет.
Био је један од првих бораца Јабланичког партизанског одреда. Убрзо му је поверена акција против немачких тенкова који су у децембру 1941. године надирали према Лебану. Борци су нападали тенкове, наоружани само пушкама и митраљезима. У тој акцији Божидар је био тешко рањен. Остао је на месту рањавања, јер нису могли да га извуку. Скрио се тако да га нису пронашли, а сутрадан су га извукли и сместили у партизанску болницу на Радану.
Након опоравка од рањавања, наставио је борбу. Почетком 1942. године, постао је члан КПЈ. Након тога је био изабран за десетара у Јабланичко-посјачком одреду. Током 1942, учествовао је у борбама на Ображди, у Поречју и на планини Кукавици код Студене, Тумбе и Барја, где учествовао је у многим акцијама против четника и бугарских фашиста.
Са својом четом учествовао је у разбијању немачких, недићевских и бугарских снага које су, користећи заузетост Првог јужноморавског партизанског одреда, почеле да пљачкају села Пусте Реке. Приликом формирања Прве јужноморавске бригаде, био је постављен за команданта батаљона. Након учешћа у борбама у Босни и повратка у Србију, Божидар Стојановић погинуо је 1944. године у непријатељској топовској паљби у близини Пусте Реке и Јабланице.
Указом председника Федеративне Народне Републике Југославије Јосипа Броза Тита, 8. октобра 1953. године, проглашен је за народног хероја.